# Pentarrhinum somaliense
Pentarrhinum somaliense är en oleanderväxtart som först beskrevs av Nicholas Edward Brown, och fick sitt nu gällande namn av S. Liede. Pentarrhinum somaliense ingår i släktet Pentarrhinum och familjen oleanderväxter. Inga underarter finns listade i Catalogue of Life.